# ليو توماس ماهر
ليو توماس ماهر (بالإنجليزية: Leo Thomas Maher)‏ هو كاهن كاثوليكي أمريكي، ولد في 1 يوليو 1915 في ماونت يونيون في الولايات المتحدة، وتوفي في 23 فبراير 1991 في سان دييغو في الولايات المتحدة.